# Sommer-Paralympics 2012/Teilnehmer (Kuba)
| stlisierte Goldmedaille | stlisierte Silbermedaille | stlisierte Bronzemedaille |
| ----------------------- | ------------------------- | ------------------------- |
| 9                       | 5                         | 3                         |

Kuba entsandte zu den Paralympischen Sommerspielen 2012 in London (29. August bis 9. September) eine aus 23 Sportlern bestehende Mannschaft. Insgesamt konnte Kuba 17 Medaillen gewinnen, darunter 9 Goldmedaillen. Damit erreichte das Land in der Medaillentabelle Platz 15.

## Medaillengewinner

### Gold
| Name                        | Sportart       | Wettkampf                  |
| --------------------------- | -------------- | -------------------------- |
| Yundis Castillo             | Leichtathletik | 100 m (T46) Frauen         |
| Yundis Castillo             | Leichtathletik | 200 m (T46) Frauen         |
| Yundis Castillo             | Leichtathletik | 400 m (T46) Frauen         |
| Dalidaivis Rodriguez Clark  | Judo           | Frauen bis 63 kg           |
| Leonardo Diaz               | Leichtathletik | Diskuswurf (F54-56) Männer |
| Omara Durand                | Leichtathletik | 100 m (T13) Frauen         |
| Omara Durand                | Leichtathletik | 400 m (T13) Frauen         |
| Luis Felipe Gutierrez       | Leichtathletik | Weitsprung (F13) Männer    |
| Jorge Hierrezuelo Marcillis | Judo           | Männer bis 90 kg           |

### Silber
| Name                     | Sportart       | Wettkampf                 |
| ------------------------ | -------------- | ------------------------- |
| Angel Jimenez Cabeza     | Leichtathletik | Weitsprung (F13) Männer   |
| Lorenzo Perez Escalona   | Schwimmen      | 50 m Freistil (S6) Männer |
| Luis Felipe Gutierrez    | Leichtathletik | 100 m (T13) Männer        |
| Raciel Gonzalez Isidoria | Leichtathletik | 100 m (T46) Männer        |
| Raciel Gonzalez Isidoria | Leichtathletik | 200 m (T46)               |

### Bronze
| Name                        | Sportart  | Wettkampf                  |
| --------------------------- | --------- | -------------------------- |
| Isao Cruz Alonso            | Judo      | Männer bis 81 kg           |
| Yangaliny Jimenez Dominguez | Judo      | Männer über 100 kg         |
| Lorenzo Perez Escalona      | Schwimmen | Freistil 100 m (S6) Männer |

## Teilnehmer nach Sportart

### Judo
| Frauen                      |                    |                   |           |                   |               |                        |               |                                |               |               |
| Dalidaivis Rodriguez Clark  | Klasse bis 63 kg   | -                 | -         | Naomi Soazo       | 1101:0101     | Marta Arce Payno       | 1000:0100     | Tong Zhou                      | 1000:0000     | Gold          |
| Männer                      |                    |                   |           |                   |               |                        |               |                                |               |               |
| Isao Cruz Alonso            | Klasse bis 81 kg   | Rovshan Safarov   | 0201:0000 | Olexandr Kosinov  | 0020:0102     | Trostrunde: Dan Powell | 1000:0100     | Kampf um Platz 3: Abel Vázquez | 0010:0000     | Bronze        |
| Jorge Hierrezuelo Marcillis | Klasse bis 90 kg   | Oleksandr Pominov | 1010:0001 | Ganbat Dashtseren | 1000:0000     | Oleg Crețul            | 1000:0000     | Sam Ingram                     | 0010:0000     | Gold          |
| Juan Cortada Bermudez       | Klasse bis 100 kg  | Aramitsu Kitazono | 0011:1000 | ausgeschieden     | ausgeschieden | ausgeschieden          | ausgeschieden | ausgeschieden                  | ausgeschieden | ausgeschieden |
| Yangaliny Jimenez Dominguez | Klasse über 100 kg | Freilos           | Freilos   | Tony Walby        | 1010:0001     | Kento Masaki           | 0011:0112     | Kampf um Platz 3: Hamzeh Nadri | 0101:0003     | Bronze        |

### Leichtathletik
| Athleten                 | Wettbewerb         | Vorlauf / Vorkampf | Vorlauf / Vorkampf | Halbfinale   | Halbfinale | Finale             | Finale             | Rang               |
| Athleten                 | Wettbewerb         | Zeit / Weite       | Rang               | Zeit / Weite | Rang       | Zeit / Weite       | Rang               | Rang               |
| ------------------------ | ------------------ | ------------------ | ------------------ | ------------ | ---------- | ------------------ | ------------------ | ------------------ |
| Frauen                   |                    |                    |                    |              |            |                    |                    |                    |
| Daineris Mijan           | 100 m T12          | 12,79 s            | 2                  | 12,91        | 3          | nicht qualifiziert | nicht qualifiziert | nicht qualifiziert |
| Omara Durand             | 100 m T13          | 12,10 s            | 1                  | –            | –          | 12,00 s            | 1                  | Gold               |
| Omara Durand             | 400 m T13          | –                  | –                  | –            | –          | 55,12 s            | 1                  | Gold               |
| Yunidis Castillo         | 100 m T46          | 11,95              | 1                  | –            | –          | 12,01 s            | 1                  | Gold               |
| Yunidis Castillo         | 200 m T46          | 24,81 s            | 1                  | –            | –          | 24,35 s            | 1                  | Gold               |
| 400 m T46                | –                  | –                  | –                  | –            | 55,72      | 1                  | Gold               |                    |
| Männer                   |                    |                    |                    |              |            |                    |                    |                    |
| Angel Jimenez Cabeza     | Weitsprung F13     | –                  | –                  | –            | –          | 7,14 m             | 2                  | Silber             |
| Leonardo Diaz            | Kugelstoßen F54-56 | –                  | –                  | –            | –          | 9,85 m             | 18                 | 18                 |
| Leonardo Diaz            | Diskuswurf F54-56  | –                  | –                  | –            | –          | 44,63 m            | 1                  | Gold               |
| Leonardo Diaz            | Speerwurf F54-56   | –                  | –                  | –            | –          | 29,92 m            | 10                 | 10                 |
| Jorge Delgado            | Speerwurf F12-13   | –                  | –                  | –            | –          | 51,15 m            | 10                 | 10                 |
| Luis Felipe Gutierrez    | 100 m T13          | 10,94 s            | 2                  | –            | –          | 11,02              | 2                  | Silber             |
| Luis Felipe Gutierrez    | 200 m T13          | 22,35 s            | 2                  | –            | –          | 22,24              | 5                  | 5                  |
| Luis Felipe Gutierrez    | Weitsprung F13     | –                  | –                  | –            | –          | 7,54 m             | 1                  | Gold               |
| Raciel Gonzalez Isidoria | 100 m T46          | 10,97 s            | 2                  | –            | –          | 11,08              | 2                  | Silber             |
| Raciel Gonzalez Isidoria | 200 m T46          | 22,09              | 1                  | –            | –          | 22,15              | 2                  | Silber             |
| Arian Iznaga             | 200 m T11          | 23,77 s            | 3                  | DNS          | DNS        | nicht qualifiziert | nicht qualifiziert | nicht qualifiziert |
| Arian Iznaga             | 400 m T11          | 53,95 s            | 2                  | –            | –          | nicht qualifiziert | nicht qualifiziert | nicht qualifiziert |
| Miguel Bartelemy Sablon  | 400 m T13          | DSQ                | DSQ                | –            | –          | nicht qualifiziert | nicht qualifiziert | nicht qualifiziert |
| Miguel Bartelemy Sablon  | 800 m T13          | 2:02,11 min        | 5                  | –            | –          | nicht qualifiziert | nicht qualifiziert | nicht qualifiziert |
| Lazaro Rashid            | 800m T12           | 1:56,64 min        | 2                  | –            | –          | 1:58,76            | 4                  | 4                  |
| Lazaro Rashid            | 1500 m T13         | 4:10,8 min         | 9                  | –            | –          | nicht qualifiziert | nicht qualifiziert | nicht qualifiziert |

### Powerlifting (Bankdrücken)
| Athleten           | Wettbewerb         | Gewicht | Rang |
| Cesar Rubio Guerra | Klasse bis 52 kg   | 143     | 9    |
| Luis Perea Polo    | Klasse bis 67,5 kg | 160     | 8    |

### Radsport
| Athleten             | Wettbewerb             | Zeit         | Rang                    |
| -------------------- | ---------------------- | ------------ | ----------------------- |
| Damian Lopez Alfonso | Straßenrennen C4-5     | 1:59,33 min  | 12                      |
| Damian Lopez Alfonso | Zeitfahren C4 – Straße | 38:08,77     | 13                      |
| Damian Lopez Alfonso | 1km Zeitfahren C4-5    | 1:16,485 min | 21                      |
| Damian Lopez Alfonso | Einzelfahren – Bahn    | 5:21,172 min | 12 (nicht qualifiziert) |

### Schießen
| Athleten       | Wettbewerb                   | Qualifikation   | Qualifikation | Finale          | Finale        | Ringe/ Scheiben | Rang          |
| Athleten       | Wettbewerb                   | Ringe/ Scheiben | Rang          | Ringe/ Scheiben | Rang          | Ringe/ Scheiben | Rang          |
| -------------- | ---------------------------- | --------------- | ------------- | --------------- | ------------- | --------------- | ------------- |
| Marino Heredia | Luftpistole 10 Meter (SH1)   | 556             | 17            | ausgeschieden   | ausgeschieden | ausgeschieden   | ausgeschieden |
| Marino Heredia | Freie Pistole 50 Meter (SH1) | 493             | 26            | ausgeschieden   | ausgeschieden | ausgeschieden   | ausgeschieden |

### Schwimmen
| Athleten               | Wettbewerb              | Vorlauf     | Vorlauf | Finale        | Finale        | Rang          |
| Athleten               | Wettbewerb              | Zeit        | Rang    | Zeit          | Rang          | Rang          |
| ---------------------- | ----------------------- | ----------- | ------- | ------------- | ------------- | ------------- |
| Lorenzo Perez Escalona | 50 m Freistil S6        | 29,98 s     | 1       | 30,04 s       | 2             | Silber        |
| Lorenzo Perez Escalona | 100 m Freistil S6       | 1:10,64 min | 3       | 1:08,01 min   | 3             | Bronze        |
| Lorenzo Perez Escalona | 400 m Freistil S6       | 5:48,86 min | 10      | ausgeschieden | ausgeschieden | ausgeschieden |
| Yunerki Ortega         | 50 m Freistil S11       | 28,34 s     | 12      | ausgeschieden | ausgeschieden | ausgeschieden |
| Yunerki Ortega         | 100 m Rücken S11        | 1:23,32 min | 14      | ausgeschieden | ausgeschieden | ausgeschieden |
| Yunerki Ortega         | 100 m Brust SB11        | 1:21,52 min | 7       | 1:22,36 min   | 8             | 8             |
| Yunerki Ortega         | 100 m Schmetterling S11 | 1:15,42 min | 11      | ausgeschieden | ausgeschieden | ausgeschieden |
| Yunerki Ortega         | 200 m Lagen SM11        | 2:45,64 min | 11      | ausgeschieden | ausgeschieden | ausgeschieden |